# クルト・ブラハルツ
クルト・ブラハルツ（Kurt Bracharz、1947年9月28日 - 2020年1月6日）は、オーストリアの小説家、児童文学作家、翻訳家。男性。フォアアールベルク州ブレゲンツ生まれ。

## 略歴
1986年、初の長編ミステリ『カルトの影』（原題『人形標的』 Pappkameraden）を発表。1991年には長編ミステリ第2作"Höllenengel"（地獄の天使）がドイツ・ミステリ大賞でドイツ語作品部門の第3位に選出された。
推理小説の熱烈な愛好家であり、1995年執筆のエッセイでは当然読んでおくべき最良のミステリ作家としてチャールズ・ウィルフォード、ジョージ・V・ヒギンズ、K・C・コンスタンティン、ジョルジュ・シムノン、ジェイムズ・エルロイ、デレク・レイモンド、デイヴィッド・グーディス、フリードリヒ・グラウザーを挙げている。
推理小説のほかに児童文学や、食事をテーマにしたエッセイなどの著作がある。また、英語からドイツ語への翻訳家として、シリル・ヘアーやジョナサン・ラティマー、ベンジャミン・M・シュッツ、ルーディ・ラッカー、オクティヴィア・E・バトラーなど、英米の推理作家、SF作家の作品を翻訳している。

## 主な作品
推理小説
- Pappkameraden (1986)
  - カルトの影 （訳：郷正文、2002年2月、水声社 現代ウィーン・ミステリー・シリーズ7、ISBN 4-89176-457-0）
- Höllenengel (1990)
- Die grüne Stunde (1993)
- Cowboy Joe (1994)
- Der zweitbeste Koche (2010)